# Matteo Mosterts
Matteo Mosterts (Milano, 10 settembre 1986) è un pallavolista italiano.
Gioca come Centrale nella BluVolley Verona.
Nell'estate 2008 viene aggregato alla nazionale seniores.
Dopo Loreto e poi Verona in a2 ora è con la stessa Verona in a1. Nel maggio 2009 lascia la pallavolo a causa di un infortunio per il quale si sottopone a intervento chirurgico nel Settembre del 2010.
Una volta conseguita la laurea in Scienze della Comunicazione a Verona ha vinto una borsa di studio per conseguire un Master in Business e New Media alla Boston University presso la quale si laurea nel Luglio del 2012.